# Shin Ji-a
Ji-a Shin (in coreano: 신지아?; Busan, 19 marzo 2008) è una pattinatrice artistica su ghiaccio sudcoreana. Ha vinto tre volte la medaglia d'argento al Campionati mondiali junior fra il 2022 e il 2024, due volte la medaglia d'argento alla Finale junior del Grand Prix fra il 2022 e il 2023 e due medaglie, l'argento nella competizione femminile e l'oro nella competizione a squadre, ai Giochi olimpici giovanili nel 2024.

## Palmarès
GP: Grand Prix; CS: Challenger Series; JGP: Junior Grand Prix
| Internazionali             | Internazionali | Internazionali | Internazionali | Internazionali | Internazionali | Internazionali |
| Evento                     | 2020–21        | 2021–22        | 2022–23        | 2023–24        | 2024-25        | 2025-26        |
| -------------------------- | -------------- | -------------- | -------------- | -------------- | -------------- | -------------- |
| CS Cranberry Cup           |                |                |                |                |                | 3°             |
| Internazionali: juniores   |                |                |                |                |                |                |
| Giochi olimpici giovanili  |                |                |                | 2°             |                |                |
| Campionati mondiali junior |                | 2°             | 2°             | 2°             | 2°             |                |
| JGP Finale                 |                |                | 2°             | 2°             |                |                |
| JGP Austria                |                |                |                | 1°             |                |                |
| JGP Ungheria               |                |                |                | 1°             |                |                |
| JGP Lettonia               |                |                | 1°             |                |                |                |
| JGP Polonia                |                | 3°             | 2°             |                |                |                |
| JGP Slovenia               |                | 6°             |                |                | 2°             |                |
| JGP Thailandia             |                |                |                |                | 4°             |                |
| Nazionali                  |                |                |                |                |                |                |
| Campionati sudcoreani      | 1° J           | 4°             | 1°             | 1°             | 2°             |                |
| Eventi a squadre           |                |                |                |                |                |                |
| Giochi olimpici giovanili  |                |                |                | 1° S 1° P      |                |                |
| J = Categoria Junior       |                |                |                |                |                |                |